# Willy Kükenthal
Willy Kükenthal né le 4 août 1861, à Weissenfels, mort le 20 ou le 22 août 1922 à Berlin, est un zoologiste allemand qui est spécialiste des baleines.

## Biographie
Il est né à Weissenfels en Saxe, dans la famille d'un inspecteur des impôts du royaume de Prusse. Son frère, Georg Kükenthal, devient pasteur et botaniste. Willy Kükenthal étudie les sciences à l'université de Munich et à l'université d'Iéna. En 1884, il obtient son doctorat à l'université d'Iéna et devient professeur trois ans plus tard.
En 1898, il devient professeur de zoologie et directeur du Musée zoologique de Breslau. Afin de recueillir des matériaux pour ses études, il voyage beaucoup. Ainsi, en 1886 et 1889, il  visite l'Arctique et le Spitzberg. L'île de Kükenthaløya, entre le Spitsberg et Barentsøya, est nommée d'après lui. Comme il avait un intérêt général pour la zoologie, il recueillait des spécimens d'autres animaux pendant ses voyages. La plupart sont aujourd'hui à Francfort, au musée Senckenberg.
Il y a plus de vingt termes de taxinomie dus à Willy Kükenthal.